# Richmond West
Richmond West és una concentració de població designada pel cens dels Estats Units a l'estat de Florida. Segons el cens del 2000 tenia 28.082 habitants.

## Demografia
Segons el cens del 2000, Richmond West tenia 28.082 habitants, 7.833 habitatges, i 7.175 famílies. La densitat de població era de 2.593,9 habitants/km².
Dels 7.833 habitatges en un 59% hi vivien nens de menys de 18 anys, en un 75,7% hi vivien parelles casades, en un 11,2% dones solteres, i en un 8,4% no eren unitats familiars. En el 4,9% dels habitatges hi vivien persones soles el 0,7% de les quals corresponia a persones de 65 anys o més que vivien soles. El nombre mitjà de persones vivint en cada habitatge era de 3,59 i el nombre mitjà de persones que vivien en cada família era de 3,69.
Per edats la població es repartia de la següent manera: un 32,9% tenia menys de 18 anys, un 7,4% entre 18 i 24, un 38,5% entre 25 i 44, un 16% de 45 a 60 i un 5,2% 65 anys o més.
L'edat mediana era de 31 anys. Per cada 100 dones de 18 o més anys hi havia 91,2 homes.
La renda mediana per habitatge era de 59.608 $ i la renda mediana per família de 59.551 $. Els homes tenien una renda mediana de 36.589 $ mentre que les dones 26.896 $. La renda per capita de la població era de 18.544 $. Entorn del 3,9% de les famílies i el 5,6% de la població estaven per davall del llindar de pobresa.

## Poblacions més properes
El següent diagrama mostra les poblacions més properes.